# Presbytère de Lay-Saint-Christophe
Le presbytère  de Lay-Saint-Christophe est un ancien hôtel particulier Renaissance XVIe siècle à usage de presbytère. 

## Localisation
Il est situé au 62 rue du Baron-de-Courcelles, dans le quartier de la Basse-Lay.

## Protection
Cet édifice est classé au titre des monuments historiques par arrêté du 22 janvier 1931.

## Galerie

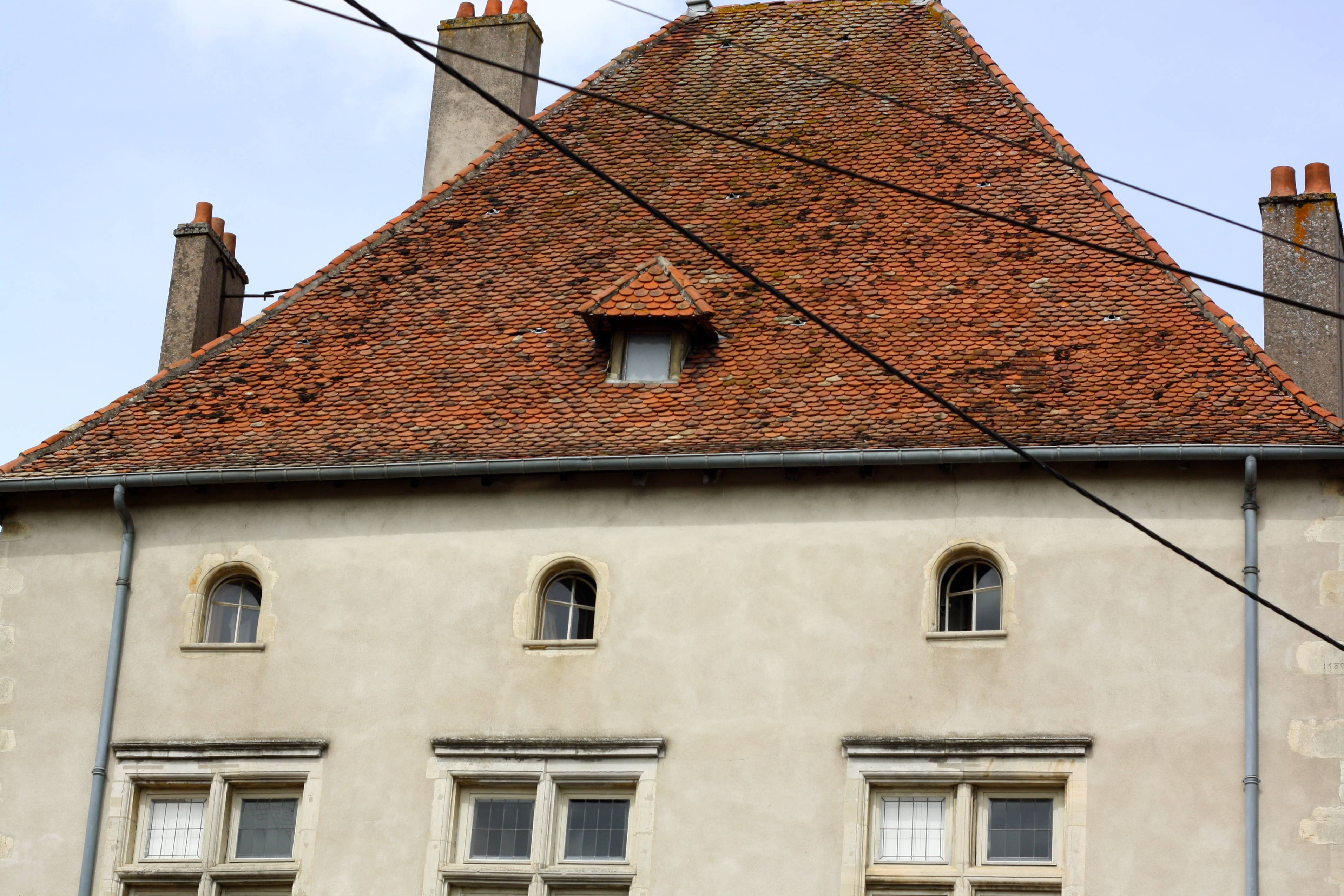
Toiture.
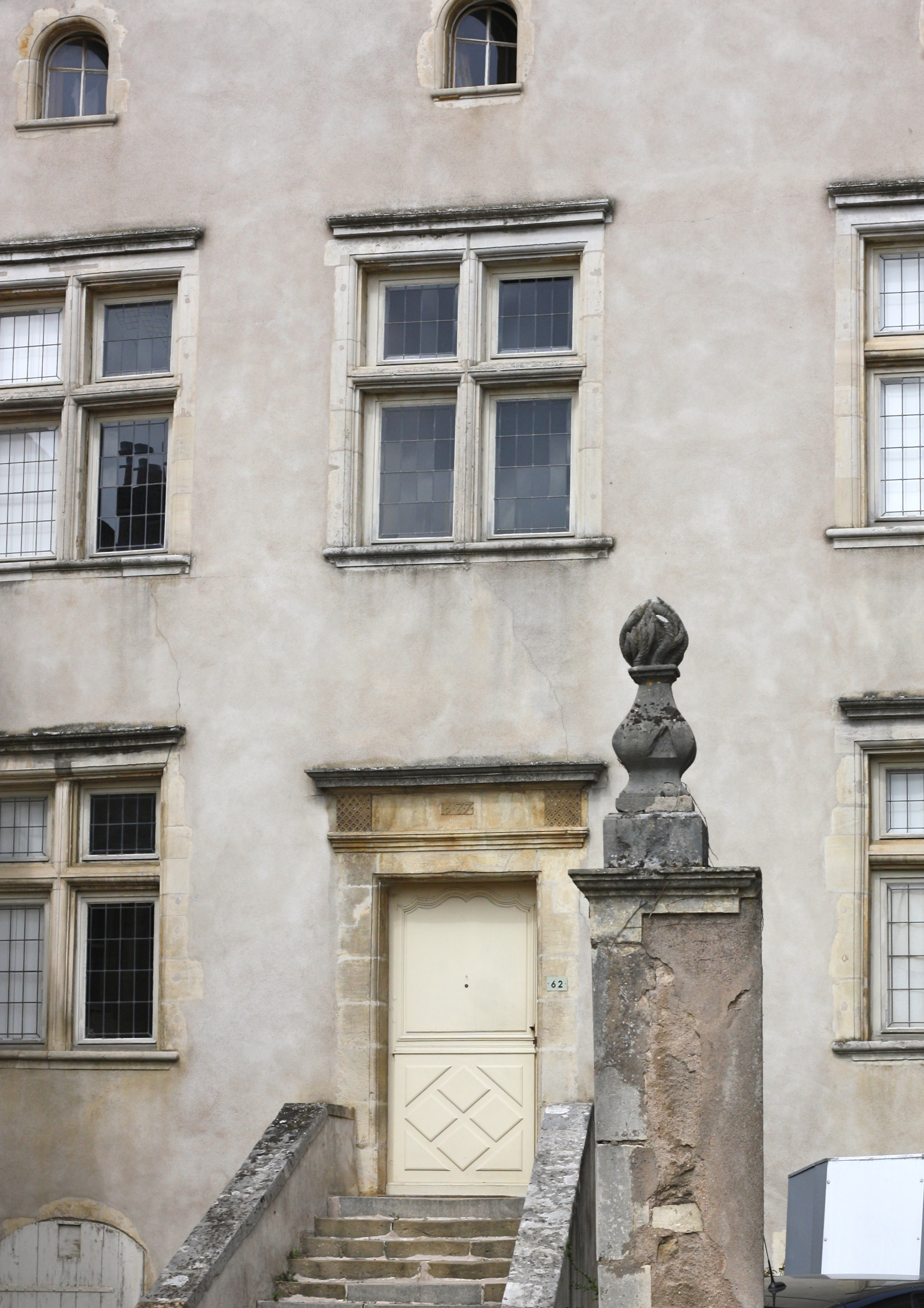
Entrée.